# Canthidium obscurum
Canthidium obscurum är en skalbaggsart som beskrevs av Edgar von Harold 1867. Canthidium obscurum ingår i släktet Canthidium och familjen bladhorningar. Inga underarter finns listade.